# Mutiny Within (álbum)
Mutiny Within es el primer álbum de estudio, y álbum homónimo de la banda de metal Mutiny Within, lanzado el 23 de febrero de 2010 en Estados Unidos, y el 26 de abril en Reino Unido, bajo el sello de Roadrunner Records. El álbum fue grabado en Bieler Bros, producido por Jason Bieler, y mezclado por Martin «Ginge» Ford y Jeff Rose en Not-in-Pill-Studios en Newport, Gales. Este álbum fue lanzado en dos versiones, la edición estándar que es un CD con once canciones y un folleto con las letras, y la edición especial, que fue puesta en descarga digital y que contenía las once canciones más cuatro bonus track (tres en vivo, y una en estudio).

Este fue el único álbum de larga duración donde participó el baterista original Bill Fore antes de su salida, el 7 de julio de 2010.
Su canción «The End» forma parte del Ep God of War: Blood & Metal .

## Lista de canciones
1. «Awake» – 3:45
2. «Images» – 3:27
3. «Falling Forever» – 3:51
4. «Year of Affliction» – 3:45
5. «Forsaken» – 3:40
6. «Lethean» – 3:34
7. «Oblivion» – 3:44
8. «Undone» – 3:18
9. «Hours» – 2:59
10. «Suffocate» – 4:37
11. «Reflections» – 3:45

| Special edition bonus tracks                                                                           |  |
| --- |  |
| 1. "Losing Sight" – 3:42 2. "Awake" (Live) – 3:58 3. "Images" (Live) – 3:31 4. "Lethean" (Live) – 3:38 |  |